# Oxid stříbrno-stříbřitý
Oxid stříbrno-stříbřitý (AgIAgIIIO2) je společně s oxidem stříbrným Ag2O, oxidem stříbrnatým AgO a oxidem stříbřitým Ag2O3 jedním ze čtyř oxidů stříbra, který má směsnou podobu oxidu stříbrného a stříbřitého v poměru 1:1.